# Казаровская мечеть
Казаровская мечеть (мечеть «Хадиджа») — мечеть в Центральном районе Тюмени на территории бывшей деревни Казарово, в настоящее время входящей в состав города.

## История
Первое упоминание о мечети датируется 1820-ми гг. В архивных документах указано, что деревянная мечеть была построена бухарцем Таулетбаком Абдуцалимовичем Маппаровым «в Юртах Казаровских».
По прошествии шести десятилетий деревянное здание пришло в ветхость и негодность, поэтому в 1885 г. было решено перестроить мечеть заново. За эту работу взялась жительница бухарского села Ембаево Бибичамал Апсалямова. Постройку она вела полностью за свой счёт при полном одобрении Тюменского губернского управления, поскольку местные жители были не в состоянии финансировать это мероприятие, а других мечетей в округе не было. Не исключено, что финансовое участие в строительстве мечети принимал и известный меценат из Ембаево Нигматулла Кармышаков-Сейдуков, которому молва и приписывает строительство мечети.
Новое деревянное здание мечети было возведено на каменном фундаменте. Тобольская губернская комиссия по строительству одобрила проект здания и обязала окружное полицейское управление следить за ходом строительства. Жители Казарово, которых в 1882 г. насчитывалось 75 мужчин и 65 женщин, взяли на себя обязательство содержать духовенство, отапливать и ремонтировать новую мечеть.

## Имамы
В 1886 г. имам-хатыбом и мугалимом Казаровской мечети был Мустаким Саликов, который в этом звании был утверждён 3 мая 1869 г. После него муллой мечети стал Хуснутдин Ярмухамедов. Он учился в ембаевском медресе, затем обучался в Татарстане и Башкортостане. В 1930-е гг. он был сослан в Урманай, за Уват, в Ханты-Мансийский округ, где впоследствии и скончался. Его могила находится на правом высоком берегу Оби. Последним муллой до 1960-х гг. до ухода из жизни был Мухаматали Тимергалиев, которого в сталинские времена дважды арестовывали, но отпускали.

## Мечеть в XX веке
В 1920-х гг. мечеть была перепрофилирована в школу, которая в ней сейчас и находится — ныне это средняя общеобразовательная школа № 52. В 1960-х гг. здание лишилось минарета.

## Современное состояние
Новое здание мечети было торжественно открыто в 2001 г. Оно было построено неподалёку от старого здания.